# Diccionario Sopena
El Diccionario Sopena, también conocido como diccionario Iter, es un diccionario de la lengua española, originalmente editado por Ramón Sopena en Barcelona, España. 
De cada palabra o término se proporciona su significado, etimología, ortografía y, en el caso de ciertas lenguas, fija su pronunciación y separación silábica.
Además existen diferentes versiones, como el Diccionario Enciclopédico Universal o los diccionarios Minisopenas; en ambas se puede encontrar además toda clase de artículos, como atlas universal, historia, geografía, o ciencias exactas: (matemática, química y física), además de apartados particulares con sinónimos, antónimos, conjugación de verbos y reglas gramaticales en general. También se pueden encontrar otros diccionarios de la misma editorial para aprender otros idiomas, principalmente inglés, francés, portugués, alemán e italiano.
Desde hace décadas estos diccionarios se han impreso, asimismo, en otros países de lengua española, bajo licencia de Sopena, como en Argentina, Bolivia, Chile, Colombia, Guatemala, México, Uruguay y entre otros. Otra de sus publicaciones incluye el diccionario ilustrado Rancés.
En la portada de estos mini diccionarios se hallan impresas las 22 banderas de los países hispanoparlantes, entre ellas la de Filipinas y la de Guinea Ecuatorial. 
Tras el quiebre de la editorial Sopena en 2004, la impresión de estos mini diccionarios no ha cesado, ya que otras editoriales bajo licencia en España como también en otros países de Hispanoamérica, se han encargado de reproducirlas, de actualizarlas y ponerlos a la venta al mercado. En la actualidad no solo se los puede encontrar en físico, sino también algunos en línea.